# Brinkum (Ostfriesland)

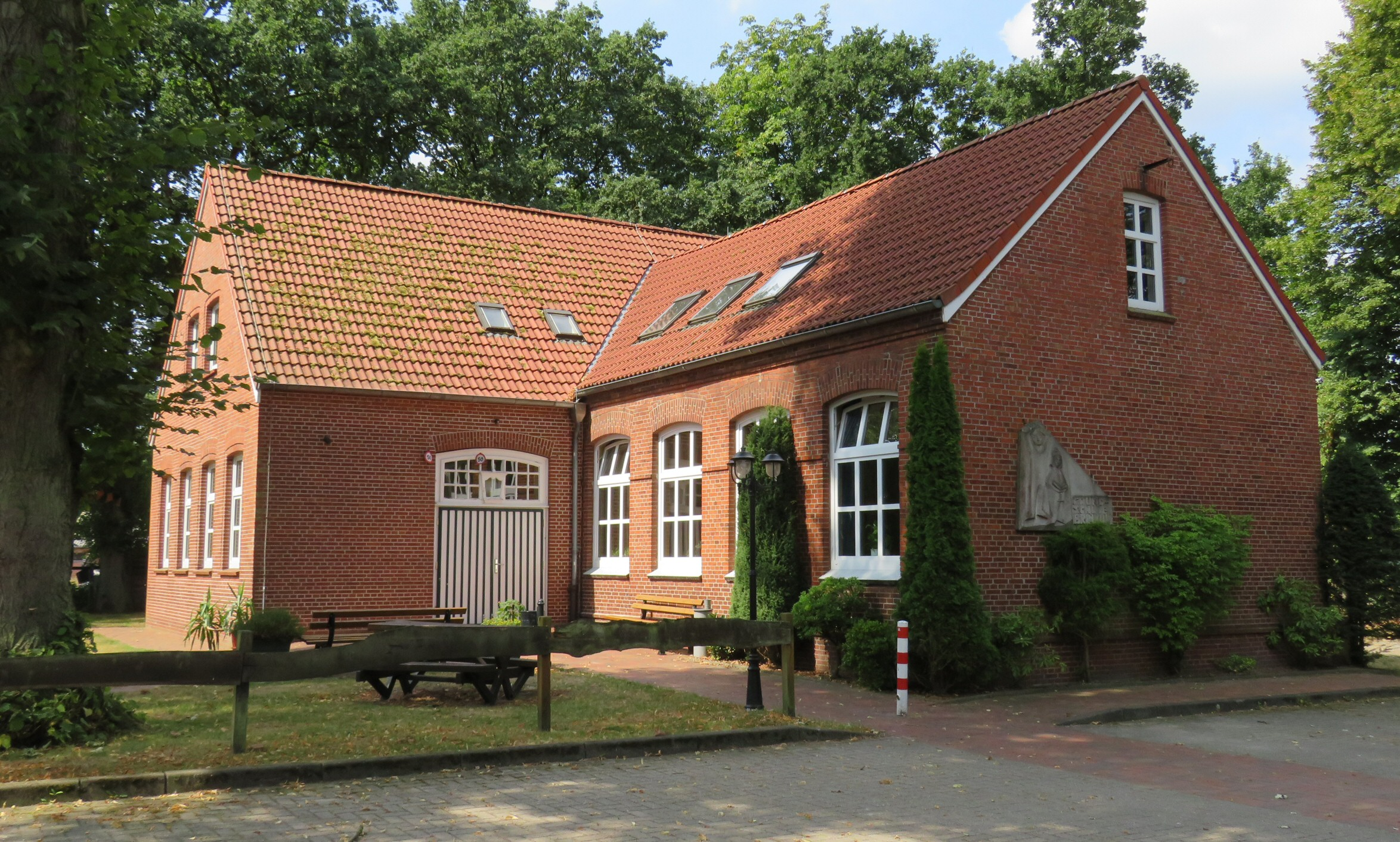
Alte Schule in Brinkum; heute als Dorfgemeinschaftshaus genutzt

Brinkum ist eine Gemeinde in der Samtgemeinde Hesel im niedersächsischen Landkreis Leer.

## Geografie

### Lage
Die Gemeinde liegt etwa 5 Kilometer südwestlich von Hesel. Die nächstgrößere Stadt ist Leer, etwa 8 Kilometer südwestlich von Brinkum.

### Gemeindegliederung
Die Gemeinde besteht aus den Ortsteilen Brinkum und Meerhausen.

### Nachbargemeinden
Im Norden grenzt Brinkum an die Gemeinde Holtland, im Osten an einem kleinen Stück an die Gemeinde Filsum, im Süden an die Gemeinde Nortmoor und im Westen an die Kreisstadt Leer (Ostfriesland).

## Herkunft des Ortsnamens
Alte Bezeichnungen des Ortes sind 1388 Brincham, 1408 Brinchem und 1645 Brinckum. „Brink“ bedeutet „Anhöhe im Wiesengelände“, „bewachsene Hochfläche“, „bewachsene Anschwemmung im Flussbett“, „Anger“, „Versammlung(splatz)“, „abgrenzende Höhe“, „Rand“, „Ufer“.

## Politik

### Gemeinderat
Der Rat der Gemeinde Brinkum besteht aus acht Ratsmitgliedern. Dies ist die festgelegte Anzahl für die Mitgliedsgemeinde einer Samtgemeinde mit einer Einwohnerzahl zwischen 501 und 1000 Einwohnern. Die Ratsmitglieder werden durch eine Kommunalwahl für jeweils fünf Jahre gewählt. Die laufende Amtszeit begann am 1. November 2021 und endet am 31. Oktober 2026.
Stimm- und sitzberechtigt im Gemeinderat ist außerdem der ehrenamtliche Bürgermeister.
Die letzte Kommunalwahl vom 12. September 2021 ergab das folgende Ergebnis:
| Partei                                          | Anteilige Stimmen | Anzahl Sitze | Veränderung Stimmen | Veränderung Sitze |
| ----------------------------------------------- | ----------------- | ------------ | ------------------- | ----------------- |
| Ortswählergemeinschaft Brinkum/Meerhausen (OWG) | 100 %             | 9            | 0 %                 | 0                 |

Die Wahlbeteiligung bei der Kommunalwahl 2021 lag mit 70,2 % deutlich über dem niedersächsischen Durchschnitt von 57,1 %. Zum Vergleich: Bei der vorherigen Kommunalwahl 2016 lag die Beteiligung mit 70,2 % annähernd auf gleichem Niveau, bei der Wahl vom 11. September 2011 lag die Wahlbeteiligung bei 55,8 %.

### Bürgermeister
Der Gemeinderat wählte bei der Wahl vom 11. September 2016 das Gemeinderatsmitglied Bernhard Janssen (AWG/OWG) zum ehrenamtlichen Bürgermeister.

### Wappen
| | Blasonierung: „Durch Zinnenschnitt geteilt; oben in Silber (Weiß) zwei grüne vierblättrige Kleeblätter, unten in Grün ein silberner (weißer) Krug, ornamentiert mit zwei schwarzen Zickzackfriesen.“ |
| Wappenbegründung: Das Wappen wurde am 22. März 1977 vom Regierungspräsidenten in Aurich verliehen. Der Zinnenschnitt steht für die früher in Brinkum vorhandene Burg, der Krug versinnbildlicht die frühere Besiedlung und die vielfachen Ausgrabungsstücke aus dieser Zeit. Die Kleeblätter haben eine doppelte Bedeutung, zum einen sind sie Symbol für die Landwirtschaft, zum anderen sind sie dem Wappen des Landkreises Leer entnommen. | |

### Flagge
|  | 00Hissflagge: „Die Flagge ist grün-weiß geteilt mit dem aufgelegten Wappen in der Mitte.“ |

## Sport
- SV Frisia Brinkum

## Verkehr
Brinkum kann über die Bundesautobahn 28, Anschlussstelle Leer-Ost und die Bundesstraße 436 erreicht werden.
Der nächste Bahnhof befindet sich in Leer, an dem zwei Strecken aufeinandertreffen: Die Emslandstrecke von Münster nach Emden und die Strecke von Oldenburg nach Groningen in den Niederlanden.